# Bulletin of the New York Botanical Garden
Bulletin of the New York Botanical Garden (abreviado Bull. New York Bot. Gard.) fue una revista con ilustraciones y descripciones botánicas que fue editada en Nueva York. Se publicaron 14 números  desde el año 1896/1900-1929/1932. 